# بيل كين (مقدم برامج إذاعية)
بيل كين (بالإنجليزية: Bill Keene)‏ هو مقدم برامج إذاعية أمريكي، ولد في 1927، وتوفي في 5 أبريل 2000.